# Spetsfingerörter
Spetsfingerörter (Sibbaldianthe) är ett släkte av rosväxter. Spetsfingerörter ingår i familjen rosväxter.
Kladogram enligt Catalogue of Life:
| Spetsfingerörter | \| \| Sibbaldianthe adpressa \| \| \| \| \| \| spetsfingerört \| \| \| \| \| \| Sibbaldianthe sericea \| \| \| \| |
|                  | \| \| Sibbaldianthe adpressa \| \| \| \| \| \| spetsfingerört \| \| \| \| \| \| Sibbaldianthe sericea \| \| \| \| |
|                  | Sibbaldianthe adpressa                                                                                            |
|                  | |
|                  | spetsfingerört |
|                  | |
|                  | Sibbaldianthe sericea                                                                                             |
|                  | |